# The Peanut Butter Falcon
The Peanut Butter Falcon is een Amerikaanse film uit 2019, geregisseerd door Michael Schwartz.

## Verhaal
Zak is 22, maar zit al twee jaar opgesloten tussen de bejaarden in een verzorgingstehuis, omdat hij volgens zijn verzorgers niet voor zichzelf kan zorgen. Op een dag weet hij te ontsnappen, en rent hij de wijde wereld in om zijn droom om een worstelaar te worden waar te maken. Hij ontmoet de kleine crimineel Tyler, die zich over hem ontfermt en hem helpt om worstelaar Salt Water Redneck te vinden, Zaks grote voorbeeld. Ondertussen is Eleonor, de verzorger van Zak, naarstig naar Zak op zoek, om hem terug in het verzorgingshuis te halen. Ze vindt Zak en Tyler, en raakt onder de indruk van hoe Tyler en Zak met de wereld en met elkaar omgaan. Ze besluit daarom met ze mee te reizen. Het drietal weet worstelaar Salt Water Redneck te vinden en Zak mag na een korte training meedoen aan een worstelwedstrijd en hij wint de wedstrijd. Ten slotte reist het drietal als familie door naar Florida.

## Rolverdeling
- Zack Gottsagen - Zak
- Dakota Johnson - Eleanor
- Bruce Dern - Carl
- Shia LaBeouf - Tyler
- Thomas Haden Church - Salt Water Redneck
- Rob Thomas - Winkie
- Jon Bernthal - Mark
- Tim Zajaros - Orderly
- John Hawkes - Duncan
- Yelawolf - Ratboy
- Deja Dee - Janice